# 路易吉·德卡尼奥
路易吉·德卡尼奥（義大利語：Luigi De Canio，1957年9月26日—），意大利足球主教练。

## 荣誉
乌迪内斯
- 歐洲足協圖圖盃: 2000[3]